# Skippy Hamahona
Skippy Hamahona (rođena kao Marama Cecelia McGregor) (Sydney, Australija, 1. siječnja 1975.) je bivša novozelandska hokejašica na travi. Igrala je na položaju obrambene igračice.
Svojim igrama je privukla pozornost novozelandskog izbornika, što joj je dalo mjesto u izabranoj vrsti.

## Sudjelovanja na velikim natjecanjima
S "The Black Sticksicama" je sudjelovala na ovim velikim natjecanjima:
- 1998.: Igre Commonwealtha u Kuala Lumpuru, brončano odličje.
- 1998.: SP u Utrechtu, 6. mjesto
- 2000.: Trofej prvakinja u Brisbaneu, 5. mjesto
- 2000.: izlučna natjecanja za OI 2000., održana u Milton Keynesu, 1. mjesto
- 2000.: OI u Sydneyu, 6. mjesto
- 2000.: Trofej prvakinja u Amstelveenu, 6. mjesto
- 2002.: Trofej prvakinja u Macau, 5. mjesto
- 2002.: SP u Perthu: 11.
- 2004.: OI u Ateni, 6. mjesto

## Vanjske poveznice
- Novozelandski olimpijski odbor